# Echeveria carminea
Echeveria carminea ist eine Pflanzenart aus der Gattung der Echeverien (Echeveria) in der Familie der Dickblattgewächse (Crassulaceae).

## Beschreibung
Echeveria carminea bildet wenig verzweigte Triebe mit einer Länge von bis zu 70 Zentimeter und einem Durchmesser von etwa 1 Zentimeter aus. Die Pflanzen sind fein flaumhaarig behaart. Die einzelnen Blattrosetten werden 7 bis 10 Zentimeter im Durchmesser groß. Die halb rosettigen und breit verkehrt lanzettlich bis verkehrt eiförmigen Blätter besitzen ein aufgesetztes Spitzchen und werden bis 4 bis 9 Zentimeter lang und 2 bis 4,5 Zentimeter breit. Sie sind zur Blattbasis hin lang oder kurz spitz auslaufend, grün gefärbt und am manchmal gewellten Rand oft rötlich.
Der Blütenstand bildet in der Regel einzelne Trauben bis 30 Zentimeter Länge aus, die jeweils mehr als 8 Einzelblüten besitzen. Die breit ausgebreiteten bis zurückgebogenen Kelchblätter sind fast stielrund und werden 15 bis 20 Millimeter lang. Die breit urnenförmige und 5-kantige Blütenkrone wird 20 bis 25 Millimeter lang und 15 bis 18 Millimeter im Durchmesser. In der Regel ist sie orange gefärbt und entlang der Kronblätter gelb. Eine seltene Form vom Standort Ayutla hat eine komplett gelb gefärbte Blütenkrone. 
Die Chromosomenzahl beträgt 2n = 42.

## Verbreitung und Systematik
Echeveria carminea ist in Mexiko im Bundesstaat Oaxaca verbreitet.
Die Erstbeschreibung erfolgte 1941 durch Edward Johnston Alexander.

## Nachweise